# Lahuta e Malcis
Lahuta e Malcis је албанска национална епска песма, коју је завршио и објавио албански фратар и песник Ђерђ Фишта 1937. године. Састоји се од 30 песама и преко 17.000 стихова.
Lahuta e Malcís био је у великој мери инспирисан северноалбанским усменим стихом састављеним из традиционалног циклуса епских песама и циклуса историјских стихова XVIII века. Садржи елементе албанске митологије и јужнословенских књижевних утицаја: Фишта је било под утицајем хрватских фрањеваца као студент у самостанима у Аустроугарској. У песми је борба против Отоманског царства постала секундарна  и као централна тема замењена борбеним Словенима ( Србима и Црногорцима ), које је видео као штетније после масакра и протеривања Албанаца од стране њих. Дело је било забрањено у Југославији и комунистичкој Албанији  због антисловенске реторике. Дело је описано као „шовинистичко” и „антисловенско” у Великој совјетској енциклопедији (1950), док је Фишта назван „шпијуном који је позивао на борбу против Словена”.
Енглески превод песме објавили су 2005. године канадски албанолози Роберт Елси и Џенис Мети-Хек ( 978-1845111182 ).

## Анализа
Lahuta e Malcís има око 17.000 стихова и многи албански научници су је називали албанском „Илијадом“. У књизи, међутим, недостаје истинска централна тема око догађаја, околности, ликова и маште. Ако у књизи постоји "херој", то је албански народ. Описане приче заједно стварају албанску личност која би била анонимни херој. Садржај се такође разликује од „Несрећног Скендербега“ Ђиролама де Раде и „Историје Скендербега“ Наима Фрашерија . У Лахути е Малцис, судбина Албаније лежи у митолошком симболу „Време Албаније“, а према албанском фолклору, отприлике у то време, племена, заставе, земље, сатови, куће и планински ратници, сви су били уједињени за циљ. Ово заједно ствара шармантан ансамбл ликова, митолошких или не, који преносе поруку опстанка Албанца и његовог народа, иако је испуњен трагедијом. Јединство рада директно утиче на занат и митологију, укључујући виле, змајеве, гуштере и сенке. Песме имају временски распон од две генерације, почевши од 1858. године када Црна Гора, вођена руским панславизмом, покушава да изврши инвазију на албанску територију. Песма се завршава када је проглашена независност Албаније и када је Лондонска конференција одлучила да подели територије на пола додељујући земље Србији и Црној Гори. Фишта настоји да групише неке песме, према историјској хронологији догађаја, што резултира неколико циклуса песама. Читалац је привремено одвојен од стварних историјских догађаја, а затим пренет у фантастичне области. Циклус почиње „ Осо кука “, наставља се песмом „Дервиш-паша“, и „Берлинска скупштина“. Последње две песме стварају атмосферу развоја албанског националног идентитета. Следећи циклус почиње Албанском призренском лигом и једини централни лик је Марко Миљанов, (на албанском описан као Марк Милани) који је анатагониста и у косовском фолклору и међу горштацима у Малесиа е Мадхе. Уз Миљанова се журно појављује краљ Никола Петровић. Циклус је затим структуриран у подциклусе, а први почиње са Чуном Мулом, племенским поглаваром из племена Хоти. Након изложбе песме "Кулшедра" (змај) долази подциклус од пет песама који доноси масивне сцене. Следећи циклус је усредсређен на Трингу пре и после смрти. Догађаји, после још једне тридесетогодишње паузе, прате устанке за независност. Последња песма, „Лондонска конференција“, је уместо тога епилог песме.
Различити научници су покушавали да пронађу сукобе између Хомерове „Лахуте са висоравни“ и „Илијаде“, посебно у атмосфери двеју песама. Упоређивали су ликове који имају заједничке особине, сцене догађаја итд. Закључак је био да је хомерска песма, са изузетком удаљеног модела на коме је песник заснован, делила балканску припадност са фиштовском песмом. Главни сукоб у песми, између Албанаца и Словена, између два народа оправдан је као природни сукоб, генезе, у чувеном пословичном стиху „ Изгубили смо пријатеље “. Међутим, песник позива да се избегне неизбежна погубност „ Бог на небу и на земљи Али увек наш брат и сестра “. Међутим, догађаји су изузетно напети дајући Lahuta e Malcís форму драматично оригиналног епа из епова других народа са углавном мање интензивним причањем прича. Постоји патолошка мржња између две стране, не само међу људима, већ и између релевантних митолошких бића, између природе, природних појава и тако даље. Ово онемогућава да се дух било које стране одмори или да престане да се бори. У Lahuta e Malcís, мржња између непријатељских логора је заразна плазма песме. Саставља скупове ликова. Песма путује између фантазије и стварности окупљајући и имагинарне и стварне ликове. Обе стране имају неоспорно право на све територије, догађаје, да се боре, да склапају мир, итд. Небеска стварност није ништа више од стварности свакодневног живота и ништа више земаљска него што се замишља и машта у планинској, потпуно природној блискости ове две групе. Време Албаније успоставља потпуно људски, готово родитељски однос са Али-пашом Гусињским када се тренутак игра са судбином нације. Велика вила је песникова доживотна сестра, која му даје храброст и дух да прати развој догађаја, као што су песме и клетве. Исто тако, други сатови, по племенским именима или други кланови по именима планина. Типична фамилијарност ове природе ствара се у гостујућој песми „Зана” познатој по ретким уметничким вредностима. Песник настоји да историјске ликове дела стави у бином са митолошким ликовима.
Обично су то примери једни других. Особине једне странке се огледају у другој. Лепота и племенитост Тринге огледа се у Вили посетиоца и обрнуто. На крају борби, ванземаљац остаје заробљен у Трингиној гробници, освећујући се својој сестри Албанки. Дуализам природе је описан као две групе, или стране, које се боре једна против друге. Симболично средиште развоја догађаја, према мишљењу научника, јесте Скадар. Међутим, то не спада у религиозност. Он, како каже професор Егерем Цабеј, користи јединицу племена да би дао јединицу нације. У племену су обележене особине нације и расе. Ово даје Lahuta e Malcís националну и универзалну димензију. Стих којим је песма изграђена је четворка популарне поезије историјског епа севера. Фишта успева да унесе овај стих са десетинама ликова, сваки од њих потпуно индивидуализован, са јединственим особинама које се не могу уклонити из сећања читаоца. Он такође индивидуализује десетине битака и сцена, обојених својим посебним бојама како би се разликовале од безбројних битака које их окружују. Фисхтин речник, од којих већина никада није коришћена у књижевним делима, а још мање у поезији, са речима нејасног значења, архаизмима, солецизмима и сложеним речима, које је он често конструисао према бови извори, успех у стварању не само визуелних већ и слушних слика.
Риме су неке од најбитнијих појава песме које изражавају видео-емоционални став песника. Риме се често преклапају, наизменично или као укрштање. И риме су вишеслојне, у зависности од места где се праве мали или велики прекиди у читању, где се у синтаксичком погледу реченице или реченице завршавају реченицама. Фишта на свој начин користи понављања на почетку, средини или на крају стиха, рефрене, понављања целих текстова, цитате из фолклорних ремек-дела, обрнути ред речи и тако даље. Ту су и брзи дијалози, филозофска осећања, завети, молитве, жеље, клетве, богохуљења, прекиди и реторичка питања која стварају разноликост за читаоца. Ритам изражавања ликовног израза читања снажно је одређен фигурацијом. Хипербола је главно оруђе епифаније, али хипербола и фантастична и реалистична. Фантастично за увећање величине обележја или ефекта обележја, реално за њихову конкретност. Карактеристично је поређење, посебно дугачко поређење, често компликовано неким поређењима и више у својој композицији, која поседује цели текст песме. Такође, метафоре су оригинално коришћене са вишеструким фолклорним титловима. Непоновљива у песми је употреба еуфемизама са уметничким ефектима, понекад миловање, обожавање и хваљење, понекад тужба, груба и сабласна. Еуфемизам функционише уместо имена богова, митолошких бића, али и главних ликова историјске групације. Епитет увек има метафоричко оптерећење, учествује у поређењима или хиперболи. Анимација и персонификација, попут густе просопопеје (персонификације), најефикаснији су алати фиштовске равнотеже између земаљске стварности, све до најинтимније и најконкретније земаљске равни. Неке од најсавршенијих песама песме као што су „Кулшедра“, „Мост Сутјеска“, „Гостијућа вила“ итд. представљају запањујућу манифестацију свих врста стилских фигура.